# OpenTable
OpenTable è un servizio via internet di prenotazione per ristoranti in tempo reale fondato da Chuck Templeton a San Francisco nel 1998.
Le prenotazioni sono gratuite per l'utente finale, la società si fa pagare dai ristoranti mensilmente. Nel 1999, il sito incominciò le operazioni servendo una selezione limitata di ristoranti a San Francisco, da quel momento si espanse per coprire gran parte degli stati degli Stati Uniti come in altre grandi città internazionali.
Durante il Worldwide Developers Conference del 2012, la conferenza degli sviluppatori Apple, fu presentata l'integrazione di OpenTable con Siri, l'assistente vocale di Apple, consentendo agli utenti di prenotare il ristorante direttamente con la loro voce.